# Joost Gerard Kist (1822-1897)
Joost Gerard Kist (Zoelen, 29 oktober 1822 - Den Haag, 29 juni 1897) was president van de Hoge Raad der Nederlanden.

## Leven en werk
Kist, lid van de patriciaatsfamilie Kist, was een zoon van de predikant en hoogleraar prof. dr. Nicolaas Christiaan Kist (1793-1859) en Catharina Wilhelmina Dijckmeester (1800-1861). Hij trouwde in 1852 Henriette Albertina van der Sande (1831-1901), lid van de patriciaatsfamilie Van der Sande; uit dit huwelijk werden zeven kinderen geboren.
Kist studeerde rechten te Leiden tussen 1840 en 1847. Hij promoveerde op 16 januari 1847 in de rechten. Na zijn studie werd hij kandidaat-notaris te Leiden. Vanaf 1852 werkte hij voor de rechterlijke macht, eerst als griffier van het kantongerecht, laatstelijk van 1861 tot 1863 als rechter te 's-Gravenhage en van 1863 tot 1869 als raadsheer van het Hof van Zuid-Holland. In 1879 werd hij voorzitter van de staatscommissie tot herziening van het Wetboek van Koophandel. In 1876 was hij curator van de Rijksuniversiteit Leiden, in 1891 voorzitter van het curatorium. Daarnaast was hij lid van de gemeenteraad van Gouda (1855) van Dordrecht (1860-1861) en van 's-Gravenhage (1865). Tevens was hij lid van de Raad van Voogdij voor prinses Wilhelmina der Nederlanden.
Op 24 februari 1869 werd hij benoemd tot raadsheer bij de Hoge Raad, als opvolger van zijn aangetrouwde oom, mr. Jilles van der Sande (1805-1868). Op 21 maart 1885 werd hij bij die raad benoemd tot president; hij bleef president tot zijn overlijden in 1897.